# وزارة التعليم العالي والبحث العلمي (السودان)

## التأسيس
أنشئت وزارة التعليم العالي السودانية عام 1970 للقيام بمهمة وضع السياسات والخطط والبرامج للتعليم العالي والبحث العلمي والتنسيق بين مؤسساته. وتتكون مؤسسات التعليم العالي والبحث العلمي من الجامعات والمعاهد الحكومية والأهلية والمراكز والمعاهد البحثية التي تنشأ بموجب قوانين وأوامر تأسيس خاصة بها وتتمتع هذه المؤسسات بالاستقلالية العلمية والإدارية والمالية وتشرف عليها مجالسها وأجهزتها الإدارية.

## موقع الوزارة
تقع الوزارة في شارع عثمان دقنه بالعاصمة الخرطوم

## المكونات والأجسام التابعة للوزارة
تدير الوزارة عدد من الاجسام والهيئات التابعة لها كالاتي

### الإدارات[3]
- السكرتارية التنفيذية للمجلس
- المكتب التنفيذي الوزاري
- إدارة تأصيل المعرفة
- إدارة العلاقات العامة والاعلام
- إدارة شئون الطلاب

### الهيئات
- هيئة البحث العلمي والابتكار
- هيئة التقويم والاعتماد
- المفوضية الوطنية لتقويم واعتماد التعليم العالي

## خدمات الوزاة
تقدم الوزراة عدد من الخدمات من ضمنها دعم وتمويل البحث العلمي.

## قائمة الوزراء
بروفسير محمد دهب (2022-) الوزير المكلف
إنتصار صغيرون (2019-) الحكومة الانتقالية
سمية أبو كشوة (2013)
بروفيسير إبراهيم أحمد عمر 1990 – 1996 
مبارك محمد علي مجذوب2001-2009

## أجسام ذات صلة
المركز القومي للبحوث
وزارة التربية والتعليم

## مقالات ذات صلة
قائمة الجامعات في االسودان

## وصلات الخارجية
- الموقع الرسمي (بالعربية) (بالإنجليزية)
- قضية طلاب كليه طب جامعة السلام